# Kamyšla
Kamyšla (in russo Камышла?; in lingua tatara: Kamyšly) è un villaggio dell'oblast' di Samara in Russia; è il centro amministrativo del distretto Kamyšlinskij.
Si trova sul fiume Sok, 190 km a nord-est del capoluogo della oblast' Samara. Dista 6 km dalla strada M5 «Ural».